# Innergschlöss

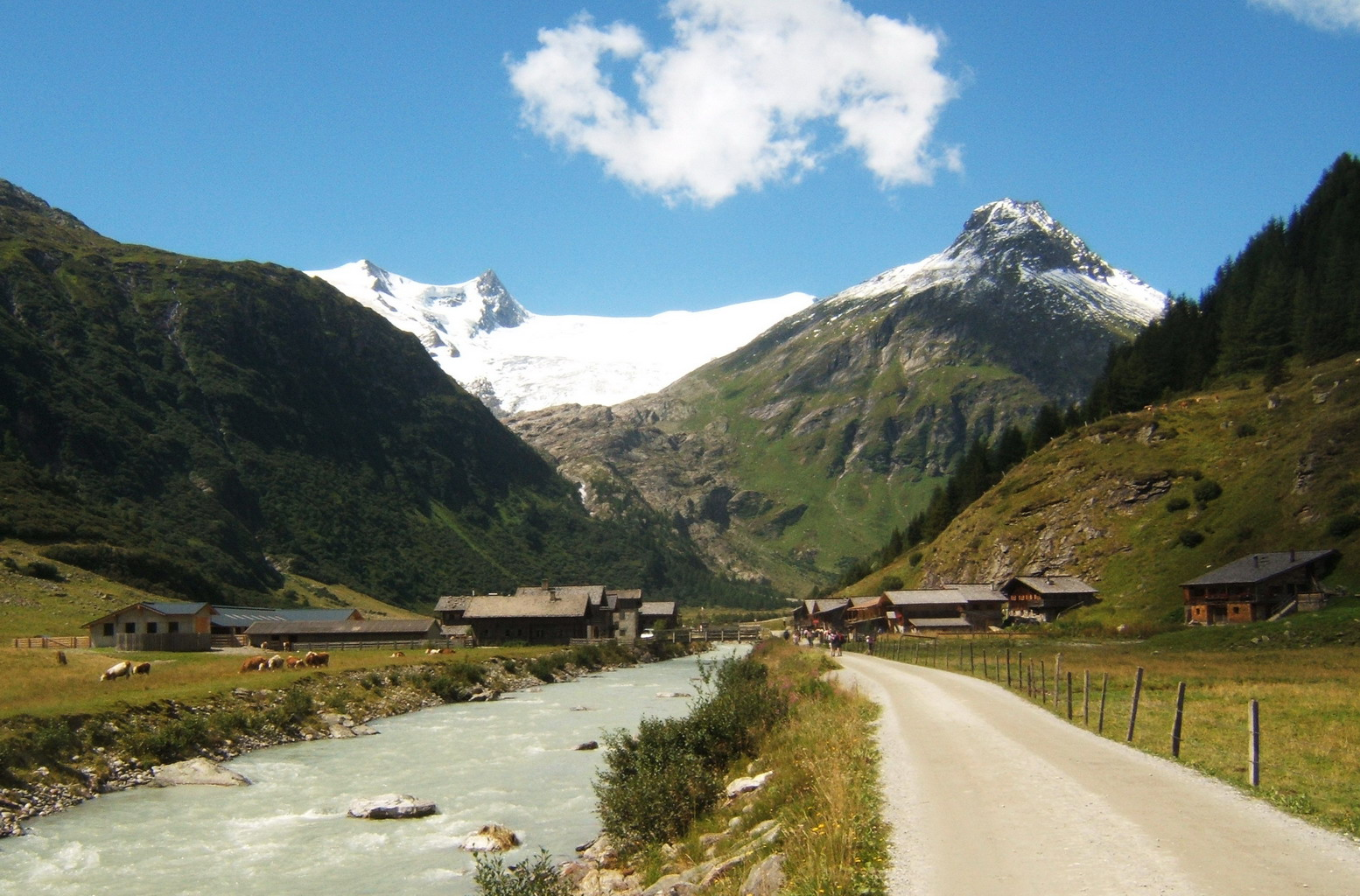
Innergschlöss mit der Venedigergruppe

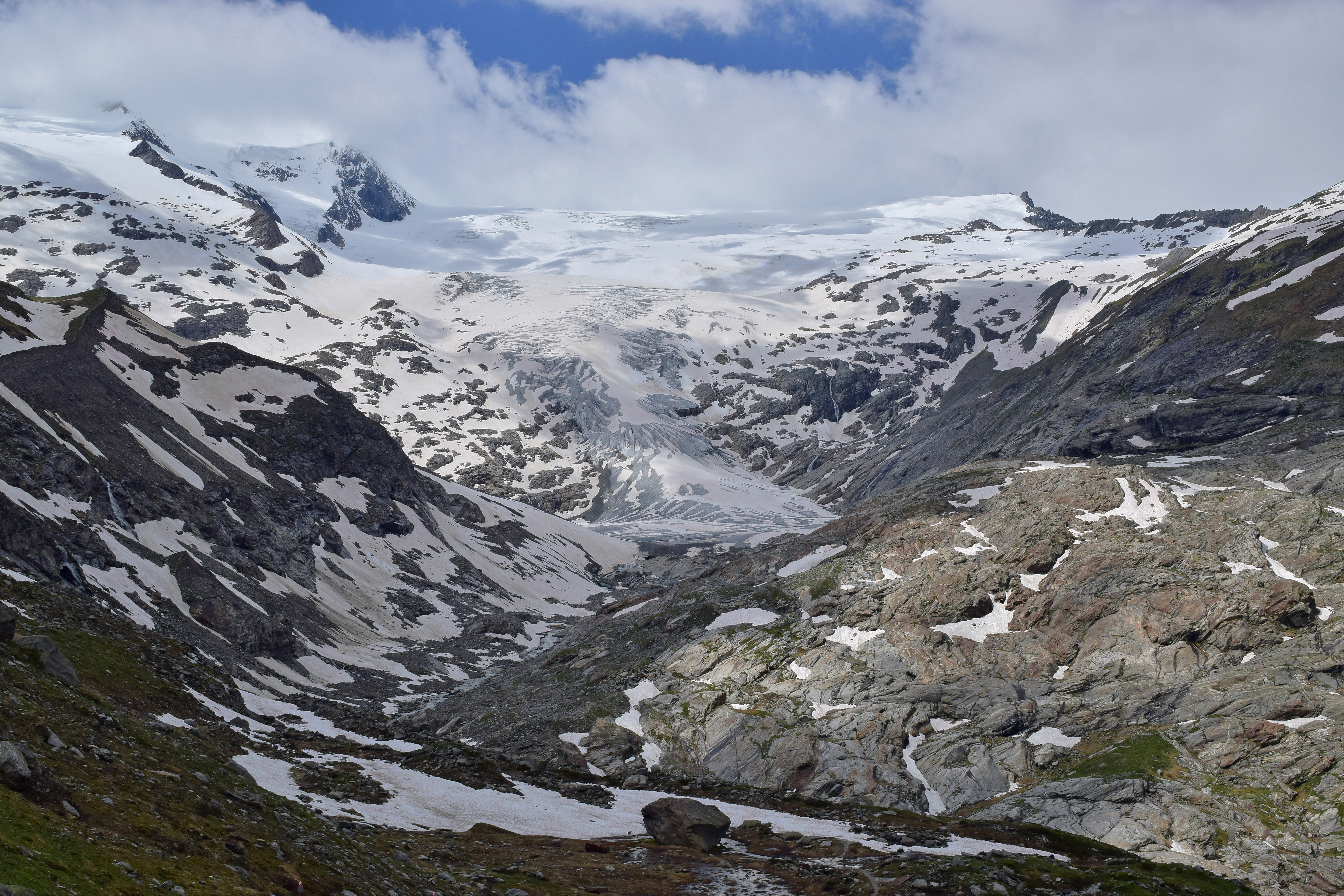
Schlatenkees

Das Innergschlöss ist eine Almsiedlung im Gschlösstal auf dem Gemeindegebiet von Matrei in Osttirol in Österreich.
Koordinaten: 47° 7′ N, 12° 27′ O

## Lage
Das Innergschlöss liegt in einem Seitental des Tauerntals auf 1689 m ü. A. kurz vor dem Talschluss, der als schönster Talschluss der Ostalpen beworben wird.
Im Osten und damit weiter unten im Tal des Gschlössbachs befindet sich die Siedlung Außergschlöss. Etwa fünf Kilometer talabwärts befindet sich hinter der Einmündung des Tauernbachs das Matreier Tauernhaus unterhalb des Felbertauerntunnel-Südportals.

## Anreise
Vom Matreier Tauernhaus führt ein Wanderweg über Außergschlöss nach Innergschlöss. Auf der anderen Seite des Bachs verläuft ein Fahrweg, der nur für das Taxi, die Bummelbahn und die Pferdekutsche geöffnet ist.

## Beschreibung

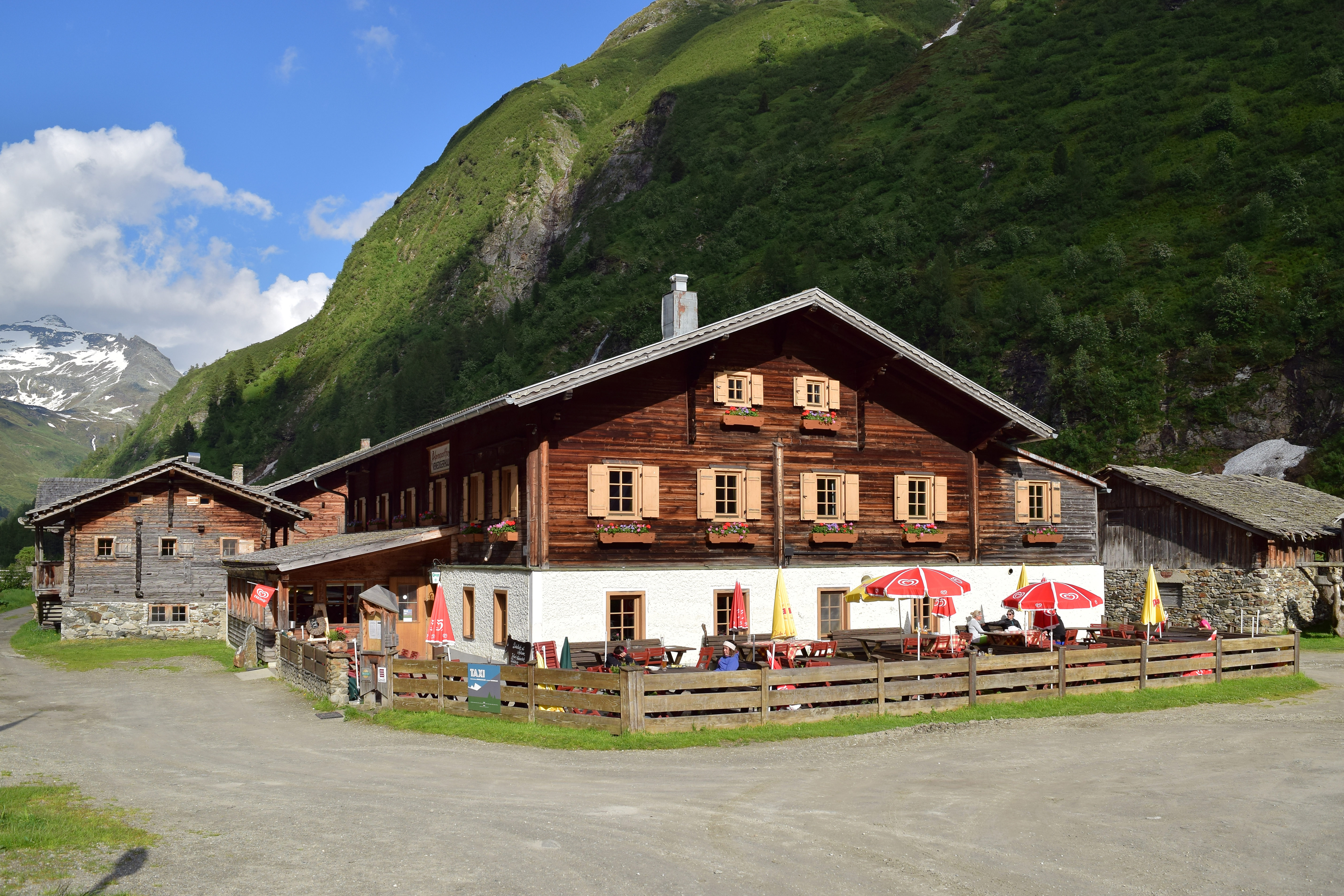
Venedigerhaus

Im Innergschlöss befindet sich das Gasthaus Venedigerhaus, eine Holzschnitzerei sowie viele weitere Almhütten, die im Sommer von Einheimischen aus Matrei bewohnt werden. Teilweise werden die Almen auch touristisch vermietet. Von November bis April ist das Innergschlöss nicht bewohnt. Gelegentlich finden aber Schitourengeher beim Anstieg zum Großvenediger den Weg in dieses schneereiche Hochtal.
In einem Gebäude aus 1940 am Eingang ins Gschlösstal richtete 2017 eine Genossenschaft von 40 Osttiroler Bauern die Almsennerei Tauer zur Herstellung und Vermarktung von Käse, Milch und Butter ein.

## Tourenziele

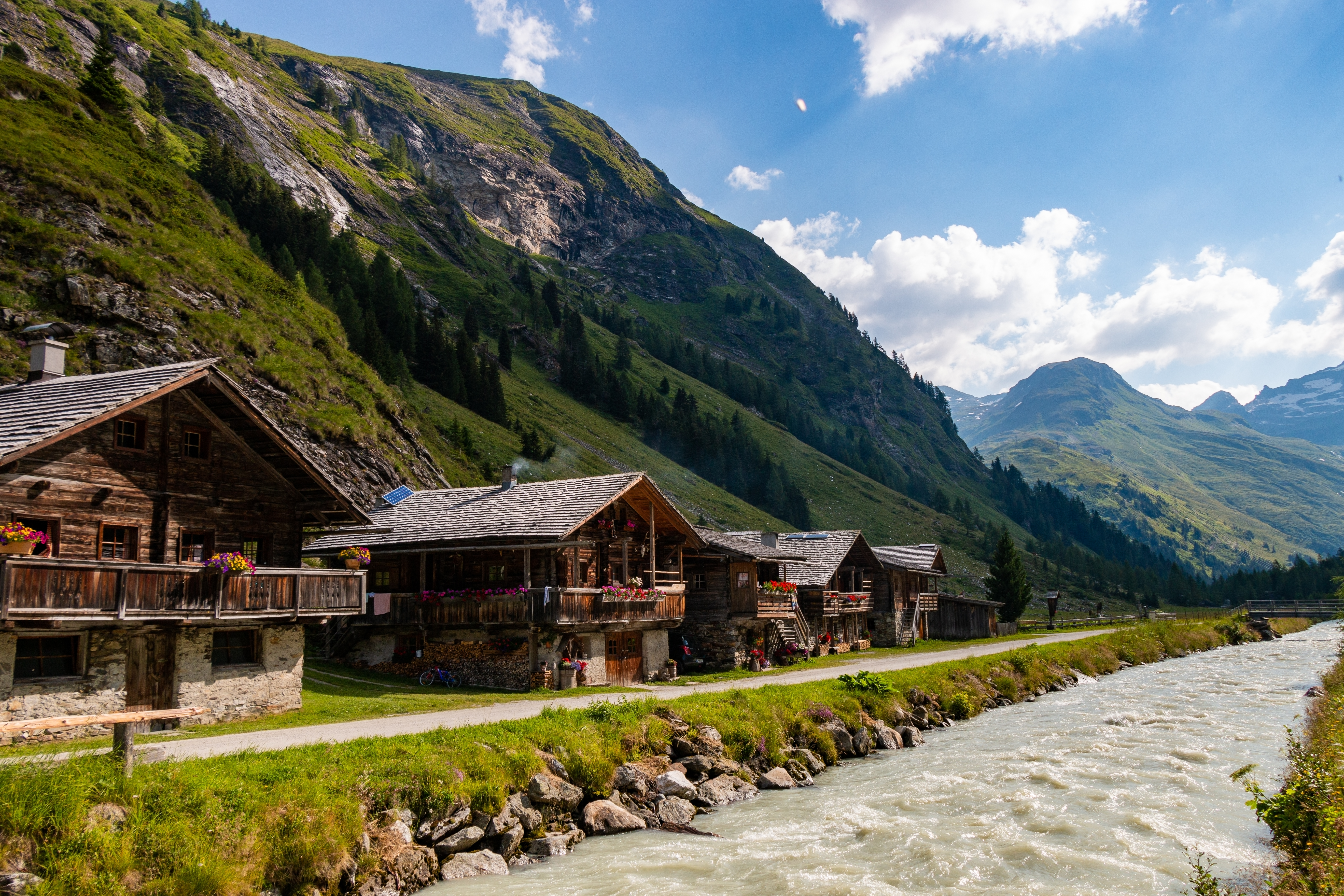
Der Gschlössbach bei Innergschlöss

- Der Gletscherweg Innergschlöss beginnt im Talschluss hinter Innergschlöss und bietet beeindruckende Blicke auf das Schlatenkees. Sein Thema ist vor allem dessen Rückzug und die sich verändernde Natur.
- Aufstieg über Alte und Neue Prager Hütte zum Großvenediger
- Aufstieg zur St. Pöltner Hütte